# Kitajska književnost
Kitajska književnost zajema literarno ustvarjanje različnih kitajskih narodov od najzgodnejših dinastičnih dvornih arhivov do sodobnosti.
Kot v skoraj vseh kulturah je tudi kitajska književnost bila (in je še vedno) odsev ne samo vsakokratne družbe in življenja, ampak je bila pogosto prav tako politična zadeva. Odlične bralne in pisateljske sposobnosti ter elokvenca so vodile pogosto do visokega uradniškega statusa. Ta položaj je tudi večinoma dovoljeval aktiven doprinos k razvoju kitajske filozofije. Tudi nekateri cesarji so se uspešno udejstvovali kot pesniki in literati.
V teku časa se je skupaj z jezikom preobrazila tudi književnost. Niso se spremenile samo besedne rabe ali stavčne strukture, temveč tudi izgovorjava. Tako si je denimo treba pojasniti, zakaj se pesmi iz obdobja dinastije Qin, če se jih bere v moderni kitajščini, nič več ne rimajo. Prav zaradi pesništva se da na podlagi pesniških pravil klasično in antično kitajsko izgovorjavo rekonstruirati.
Kitajska literatura je imela vpliv na okoliške dežele, predvsem na Korejo, Japonsko in Vietnam. Hkrati je tudi sama sprejemala vase vplive od zunaj. Mnogi pomembni književniki kot denimo Li Bai, so bili rojen izven Kitajske. Za enega od bistvenih ustvarjalnih impulzov se ima zahvaliti stikom z zahodnimi narodi preko svilene ceste, kakor tudi stikom z narodi na jugu.

## Začetki
Najstarejši ohranjeni primeri kitajščine so napisi na kosteh za prerokovanje iz dinastije Shang, vendar niso literarni. Prvi kitajski pisni dokumenti, ki jih je mogoče označiti kot literatura, izvirajo iz obdobja dinastije Zhou. Ob koncu te epohe je že nastala velika množina del, od filozofskih razprav, zgodovinskih knjig pa do pesniških zbirk. Nekatera od teh besedil verjetno izvirajo iz še zgodnejšega obdobja in nam ponujajo bežen vpogled v tiste temačne čase.
Med najpomembnejše filozofe, katerih besedila posedujejo tudi literarno vrednost, štejejo med drugim Konfucij (孔子 Kǒngzi, Mojster Kong), Lao zi (老子 Lǎozi, Mojster Lao, napisal je knjigo 道德經 Dao de Jing), Zhuang zi (莊子 Zhuāngzi, Mojster Zhuang), Mencij (孟子 Mèngzi, Mojster Meng) in Mo zi (墨子 Mòzi). Tudi delo Sun Zi-ja (孫子 Sūnzi), Umetnost vojne (孫子兵法 Sunzi bingfa) ni samo priročnik za vojaške voditelje, temveč poseduje hkrati tudi veliko literarno vrednost.
Največji vpliv so imela Konfucijeva dela, že samo zaradi položaja državne religije, na katerega je bil konfucianizem povzdignjen med dinastijo Han. Upravičeno lahko v njegovem krogu in v krogu šole Ru nastala dela razumemo kot politične priročnike za pravilno vodenje države. Njegova dela so bila skupaj z drugimi kunfucijanskimi deli med dinastijo Song zbrana v zbirki Pet klasikov (Knjiga premen - 易經 Yi jing; Knjiga pesmi - 詩經 Shi jing; Knjiga listin - 書經 Shu jing; Knjiga obredov - 禮記 Li ji; Pomladni in jesenski letopisi - 春秋錄 Chun qiu lu) ter Štiri knjige (Pogovori - 論語 Lún yŭ, Mencij – 孟子 Mèng zĭ, Veliki nauk - 大學 Dà xué, Nauk o sredini - 中庸 Zhōng yōng). Pri Petih klasikih gre za zbirke besedil iz obdobja Zhou ali celo prej. Tu gre izpostaviti predvsem Knjigo pesmi, v kateri so zbrane pesmi tistega časa. Začne se s pesmimi, ki so jih peli pri verskih obredih v vladarski palači, in konča z ljudskimi pesmimi iz kneževin. Vse pesmi sestojijo iz natanko štirih pismenk na eno vrstico. Posebej ljudske pesmi se priložnostno še danes citira.
Edinstveno mesto je dosegel pesnik Qū Yuán (屈原) s svojo zbirko Chu ci (楚辭, Elegije iz Chu-ja), ki se odlikuje po svojih dolgih, relativno svobodnih in s čustvi nabitih pesmih.

## Dinastija Han (206 pr. n. št. - 220)
Knjiga Zapisi velikega zgodovinarja (史記, Shĭ Jì) izpod peresa Sima Qian-a (司馬遷) ni samo pomembno delo kitajskega zgodovinopisja, hkrati tudi zavzema visoko mesto v literarnem smislu in se še danes citira v kitajskih učbenikih kot primer klasične kitajščine.
V času dinastije Han so se pesemske oblike nadalje razvile, pri čemer sta se izoblikovali dve tradiciji. Ena tradicija je sledila svobodni liriki Qu Yuan-a in se imenuje Fu (賦, Fù). Tudi v razpoloženju (žalost in izrazi nezadovoljstva) ta tradicija posnema zgled Qu Yuan-a. Druga tradicija se je razvila iz pesmi zbirke Shi jing, ki so sledile zelo strogim prozodičnim pravilom. Posebne priljubljenosti so bile deležne pesmi s petimi oziroma sedmimi zlogi na vrstico  (五言古詩 Wuyan Gushi oziroma 七言古詩 Qiyan Gushi), ki se jih prišteva med „pesmi v starem slogu“ (古詩 Gushi). Oba ta metruma sta se med dinastijo Tang v nadaljnji obliki (imenovani 近體詩 Jintishi oziroma „pesmi v novem slogu“) še posebej razvila. Cesarji dinastije Han so se tudi potrudili, da so zbrali ljudske pesmi (樂府 Yuefu) iz vseh delov cesarstva.
Druga velika literarna zvrst je bila proza. Večina teh besedil se je izrekala o določeni politični temi ali pa dajalo nasvete za cesarja. Po današnji interpretaciji se jih lahko prišteva k zvrsti političnih kitajskih esejev.

## Čas med dinastijo Han in Tang (220 - 618)
Ob koncu vzhodnega Hana je dosegla petzložna pesemska oblika svoj vrh. Celo državniki kot so bili Cao Cao in njegova sinova Cao Pi ter Cao Zhi so se razveseljevali s to pesemsko obliko in so dosegli zelo visok nivo. Pesnica Cai Wenji, ki je živela v istem času, je v tej obliki napisala dolgo, več kot sto verzov obsegajočo pesem o svojih doživetjih v hunskem ujetništvu. Tudi ljudske pesmi so se posluževale te pesemske oblike. Najbolj poznana je pesem Mulan Ci (木蘭辭), ki pripoveduje zgodbo o mladi ženi Hua Mulan, ki namesto očeta odide v vojsko in se bori proti Hunom. Preko Disneyevega animiranega filma je zgodba (v dramaturgiji sicer zelo spremenjena) postala poznana tudi na zahodu. Pod črto je literarna produkcija v nemirnih časih med Hanom in Tangom v primerjavi z obdobji pred in po tem vendarle nekoliko bolj na redko posejana.

## Dinastija Tang (618 – 907)
Dinastija Tang od nekdaj velja za vrh v cesarskem obdobju, zato ni presenetljivo, da so številna literarna dela iz tega časa preživela do danes. Družbeno bogastvo, socialna varnost in neobičajna svoboda mišljenja na političnem področju, posebej na začetku obdobja Tang, so ustvarili vrenje literarne ustvarjalnosti.

### Lirika
Poseben razcvet sta doživeli pet- in sedemzložni pesemski obliki, predvsem Lüshi (律詩, "običajna osemvrstičnica?") in Jueju (絕句, "štirivrstičnica"). V obdobju dinastije Qing sestavljena knjiga poezije z naslovom „Vse pesmi Tanga“ (全唐詩) vsebuje 48.900 pesmi izpod peresa več kot 2200 pesnikov. Izstopajoči predstavniki te dobe so trije pesniki: Li Bai (李白), Du Fu (杜甫) in Bai Juyi (白居易).
Li Bai, ki je živel v času razcveta vladavine Tang, je bil že za časa življenja slavljen kot genij in je bil dobrodošel gost v višji družbi, vključno s cesarskim dvorom. Njegov neobrzdan in nediscipliniran življenjski slog mu je zaprl dostop do uradniške kariere. Zato je popotoval po vsem cesarstvu in v svojih pesmih opeval deželo in ljudi. Čeprav le-te sledijo zelo natančnim predpisom o številu zlogov in naglasnim shemam, delujejo neizumetničeno in so prežete z Li Baijevim hrepenenjem po svobodi, včasih se v njegovih vrsticah zasluti tudi določen napuh. Li Bai na Kitajskem vse do danes uživa status „svetnika poezija“. Čas življenja Du Fu-ja se deloma prekriva z Li Baijevim. Du Fu je doživel, kako so An Lushan-ova vstaja in sledeče vojne oslabile dinastijo Tang. V svojih pesmih je naslikal realno življenje ljudi iz tistega časa. Mnoge njegove pesmi so se osvobodile omejitev štiri- ali osemvrstične forme in predstavljajo dolge pripovedne pesmi. Poleg tega so napisane v splošno razumljivem jeziku. Bai Juyi je živel proti konca obdobja Tang. Tudi on je pisal daljše pesmi, ki delujejo svobodneje od pesmi iz zgodnejših časov.

### Esejistika
Eden izmed literarnih tokov v obdobju Tang je bilo „gibanje starega jezika“ (古文運動). Predstavniki tega gibanja so propagirali vrnitev k neokrašenemu, bolj jedrnatemu in stvarnemu jeziku iz obdobja Han in pred tem. Obrnili so se proti izumetničeni rabi jezika, ki je cvetela na Kitajskem od časa severnih in južnih dinastij (420 – 581) dalje. Številni literati iz tega gibanja so izvrstni esejisti. Posebej slavna predstavnika tega gibanja sta Han Yu (韓愈) in Liu Zongyuan (柳宗元). V kitajski zgodovini so večkrat nastopili tokovi, ki so za svoj bojni klic imeli vrnitev k zgodnejšemu, preprostejšemu in konciznejšemu jeziku. Gibanje starega jezika v obdobju Tang je bilo prvo tako gibanje in tudi eno najbolj dolgotrajnih.

### Novela obdobja Tang
Novele dinastije Tang imajo razmeroma kompleksno pripovedno strukturo in se jih tradicionalno deli v štiri skupine: ljubezenske, zgodovinske, junaške in fantastične zgodbe.
Vendar je to obdobje postalo poznano v glavnem po fantastičnih novelah, ki se običajno označujejo kot Chuanqi (傳奇), kar dobesedno pomeni „izročilo o nenavadnih dogodkih“. Novele se sicer odvijajo v realnem svetu dinastije Tang in se navezujejo na poznane kraje posebej v glavnem mestu Chang’an, vendar protagoniste pogosto privedejo v stik z nadčutnimi in fantastičnimi svetovi. Posebej gre navesti pisatelja Li Gonzuo-ja (李公佐) z delom Zgodba o upravitelju južnega okraja (南柯太守傳 - Nánkē tàishǒu zhuàn), v katerem pripovedovalec znotraj sanjskega doživetja v nekem mravljišču odkrije popolno državo. V Gospodični Ren (任氏傳 - Rènshì zhuàn) izpod peresa Shen Jiji-ja (沈既濟) iz leta 781 se pripoveduje o srečanju med mladim možem in lisičjim duhom (狐狸精 - Huli jing).
Kot primer zgodovinske novele naj se omeni delo Starec s kodrasto brado (虯髯客傳 - Qiuranke zhuan) Du Guangting-a (杜光庭; 850-933), ki poveličuje ustanovitelja dinastije Sui, cesarja Wen-a. Med najbolj poznane ljubezenske zgodbe te dobe sodi Življenje gospodične Li (李娃傳 - Lǐ Wá zhuàn), ki govori o ljubezni mladega učenjaka do razvratne, toda na koncu moralno očiščene kurtizane.
Obstajajo tudi obsežne zbirke novel, posebej gre navesti Poročila o skrivnostnem in nenavadnem (玄怪錄 - Xuanguai lu) pisatelja Niu Sengru (牛僧孺; 780-848), Poročila iz palačne sobane (宣室志 - Xuanshi Zhi) pisatelja Zhang Du (張讀; 834?-882) in Zbirka o neslišanem(?) (异闻集 - Yiwen Ji) pisatelja Chen Han (陈翰).

## Dinastija Song (circa 960 – 1279)
Dinastija song sicer predstavlja v kitajski zgodovini razmeroma šibko in tudi precej nestabilno dinastijo, vendar ni bila nič manj bleščeče obdobje kitajske klasične umetnosti, verjetno jo je tudi pospeševala močna podpora cesarjev Songa. Tako je bil denimo cesar Huizong tudi sam nadarjen slikar in kaligraf ter je veliko umetnikov postavil za visoke uradnike, ki pa so vsi v svojih službah odpovedali in tako zapečatili usodo severnega Songa.
Razcvet lirike iz časa dinastije Tang se je sicer nadaljeval tudi v Songu, vendar je bil navezan na zglede minule dobe. Mnogi pesniki so se prištevali k določeni šoli, ki je nosila ime historičnega zgleda. Denimo tako imenovani slog Bái Jūyì-ja (Bái Jūyì 白居易, 772–846) se odlikuje po preprostem jeziku in socialno kritičnih potezah, za njegovega najpomembnejšega predstavnika pa velja Wáng Yǔchēng (王禹偁; 954–1001). Šola Xikun (西崑), ki ji je načeloval Yang Yi (楊億; 974–1020) je nasprotno posnemala ocvetličeno-sentimentalni slog pesnika iz dobe Tang, Lǐ Shāngyǐn-a (李商隱; 813-858). Za svoje ime dolguje hvalo pesemski antologiji iz časa dinastije Song, ki je bila poimenovana po pogorju Xikun. Šola Changli (昌黎) izvaja svoje poimenovanje od „studijskega imena“ (kitajski literati so lahko dobili vzdevke po imenih hiš ali sob, kjer so ustvarjali) z njene strani čaščenega pesnika Hán Yù-ja (韓愈; 768–824) iz časa dinastije Tang. Na splošno se jo ima za reakcijo na starejšo liriko obdobja Song, posebej na tradicijo Xikun. Najbolj znan predstavnik je bil Ōuyáng Xiū (歐陽修; 1007–1072). V času južnega Songa je naposled nastala še šola Jiangxi (江西), poimenovana po rodni provinci njenega duhovnega vodje Huáng Tíngjiān-a (黄庭堅; 1045–1105), ki je ustvarjala zlasti razpoloženjsko liriko narave.
Izstopajoča pesniška osebnost obdobja Song pa je bil Sū Dōngpō (蘇東坡; 1037–1101). Drugače kot mnogi njegovi kolegi je bil že za časa življenja nasplošno deležen velikega ugleda. Udejstvoval se je na skoraj vseh področjih klasične kitajske poezije in je pisal pesmi oblike Ci (詞) in Fu (賦) kot tudi vse vrste pesmi, imenovane Shi (詩). Znana je postala zlasti njegova pesem Oda o poti k rdeči pečini(?) (前赤壁賦 -  Qián Chìbì Fù).
Pesmi vrste Ci so doživele bolj samostojen razvoj. V nasprotju s poezijo Tanga imajo pesmi Ci različno dolžino stavkov in so tako svobodnejše in bolj čustvene. Pesmi Ci so bile izvorno ljudske pesmi, ki so jih pozneje sprejeli literati. V času Songa so jih še vedno peli. Kot predstavnike te pesemski oblike gre omeniti Sū Dōngpō-ja, pesnico Lǐ Qīngzhào (李清照; 1084–1151) in Xīn Qìjí-ja (辛棄疾; 1140–1207). V poznejšo pesemsko zbirko z naslovom Vse pesmi Ci iz časa Songa (全宋詞 - Quán Sòng-Cí) je bilo sprejetih skoraj 20.000 pesmi izpod peresa več kot 1300 pesnikov in pesnic.
V času Songa so prišle v modo tudi tako imenovani zapiski (s čopičem) (筆記 – Bǐjì), večinoma kratki prozni sestavki esejistične vsebine, ki so bili pogosto objavljeni v okviru zbirk in so danes cenjeni kot dragoceni kulturnozgodovinski viri. Tam se najdejo anekdote, dnevniki, potopisna poročila, vendar tudi pustolovske zgodbe in zgodbe o duhovih, šale, uganke in drobna proza vsakršne vrste. Najstarejše delo te vrste so Zapiski Song Jingwen-a (宋景文公筆記 - Sòng Jǐngwén Gōng Bǐjì) izpod peresa Sòng Qí-ja (宋祁; 998–1061).
V času Songa so vzniknile še druge literarne oblike, ki so jih v naslednjih obdobjih naprej razvili, tako so na primer v tem času nastale praoblike poznejših romanov Povest o treh kraljestvih in Potovanje na zahod. Dokumentirane so tudi gledališke uprizoritve, ki so se v poznejših obdobjih razvile v današnjo kitajsko opero v njeni vsakokratni regionalni obliki.

## Dinastija Yuan (1261 – 1368)
Med dinastijo Yuan je gledališče, ki se je pojavilo že v času Songa, doseglo svoj vrh. Od več kot 600 poimensko poznanih del se jih je do danes ohranile preko 160, nekatera med njimi so še zmeraj zelo priljubljena in še naprej sodijo med pogosto izvajan repertoar tradicionalnega gledališča.
Mongolsko gospostvo je privedlo tudi do kulturnega mešanja, tako so v tem času nastali številni junaški epi, katerih protagonisti so denimo tibetanskega ali mongolskega porekla.

## Dinastija Ming (1368 – 1644)
Med dinastijo Ming je svoj razcvet doživel klasični kitajski roman. Razen Sanj v rdeči sobi je večina pomembnih klasičnih romanov nastala v tem času, med njimi štirje klasični romani: Povest o treh kraljestvih, Razbojniki iz močvirja Liangshan, Nešplje v zlati vazi in Potovanje na zahod.
- Povest o treh kraljestvih (三國演義	/ 三国演义 -	Sānguó Yǎnyì) temelji na zgodovinskem obdobju treh držav	(208–280), pri čemer si je avtor poznejše verzije vzel svobodo,	da je vključil tudi lastne fantazije in dramaturške elemente. V	romanu je Shu Han prikazan kot „dobro“ kraljestvo, dinastija Wei	pa kot „zlo“ kraljestvo. Ta prikaz vse do danes zaznamuje	ljudsko podobo tiste dobe.
- Tudi Razbojniki iz močvirja	Liangshan (水滸傳 / 水浒传	- Shuǐhǔ Zhuàn, dobesedno Zgodba z nabrežja) temeljijo na	zgodovinski danosti. Gre se za skupino razbojnikov, ki v času	dinastije Song sklenejo spravo v močvirju Liangshan v Shangdongu.	Podobno kot Robin Hood napovejo boj skorumpiran uradnikom.
- Nešplja v zlati vazi je stranska	zgodba iz Razbojnikov iz močvirja Lianshang (金瓶梅	- Jīnpíngméi, v slovenščino je prevedena skrajšana	verzija pod naslovom Lepe gospe z bogatega dvora). Roman naredi vtis	predvsem s svobodnim opisovanjem spolnosti in je v necenzurirani	verziji še danes prepovedan v Ljudski republiki Kitajski.
- Potovanje na zahod (西遊記	/ 西游记 - Xī Yóu	Jì) je fantastična zgodba, ki temelji na historičnem potovanju	nekega budističnega meniha, ki je odšel v Indijo, da bi nazaj na	Kitajsko prinesel budistične sutre. Ob zaščiti treh magičnih	učenjakov, med katerimi je najznamenitejši Opičji kralj (o	katerem knjiga tudi obsežno govori), mora menih prestati 81	nevarnih pustolovščin, preden lahko prinese sutre na Kitajsko, na	kar je osebno sprejet s strani Bude. Potovanje na zahod vse do danes	nudi inspiracijo, na primer tudi za japonske mange.

Toda tudi kratka proza je doživela razcvet. Že okoli 1378 je Qu You objavil v visokem jeziku napisane Nove pogovore ob čiščenju svetilke(?) (剪燈新話 - Jiandeng Xinhua). Proti koncu dinastije pa so se začela vedno bolj uveljavljati dela v pogovornem jeziku  (話本 - Huaben): Feng Menglong-ovo delo Trije pogovori (Sanyan), nastali v letih 1620-1627, obsegajo tri zbirke novel po imenu Jasne besede za zrzsvetlitev sveta (Yushi Mingyan), Odločne besede za razvedritev sveta (Jingshi Tongyan) in Vsiljive besede za streznitev sveta (Xingshi Hengyan). Poznana je postala tudi novelistična zbirka Udariti po mizi od začudenja nad nenavadnim(?) (Pai'an Jingqi) avtorja Ling Mangchu-ja iz let 1628/1632.
Tudi gledališče se je nadalje razvilo; nastale so regionalno pogojene različne oblike uprizoritev.
Med dinastijo Ming je Kitajska doživela obnovljeno renesanso starih pesniških oblik. Vpliv tega poznejšega gibanje pa je vendarle ostal omejen.

## Dinastija Qing (1644 – 1911)
Dinastija Qing je zadnja cesarska dinastija v kitajski zgodovini in hkrati tudi najbolj dolgotrajna dinastija med tistimi, ki jih niso vzpostavili pripadniki večinskega ljudstva Han. Da bi utrdili svojo oblast, so še posebej na začetku močno preganjali intelektualce. Poleg tega so z uvedbo močno sformalizirane in strogo konfucijanske oblike državnega izpita izobrazbo bodočih uradnikov stlačili v tesne intelektualne kalupe. Takšna politika je vodila do tega, da so bile literarne inovacije in nove filozofske teorije redke. Omembe vredno izjemo tvori roman Sanje v rdeči sobi (紅樓夢 / 红楼梦 - Pinyin Hóng Lóu Mèng). Podrobni opis zatona neke družine iz višjega sloja nudi obilne vpoglede v življenje, nravi in situacije tistega časa. Wu Jingzi-jev roman Neuradna zgodovina gozda učenjakov (儒林外史 Rúlín wàishǐ) iz leta 1749 predstavlja satiro na uradništvo in državne izpite tiste dobe.
Kot pripovednik kratke proze še posebej izstopa Pú Sōnglíng (蒲松齡; 1640–1715) s svojo znamenito zbirko Nenavadne zgodbe iz učenjakove sobe (聊齋誌異 - Liáozhāi zhìyì).
Šele proti koncu dinastije Qing so se – spodbujeno preko stikov z zahodno kulturo – pojavili novi literarni impulzi, posebej v svobodnem ozračju odprtih trgovskih mest kot sta Kanton in Shanghai. Mojstrovina tega poznega obdobja je v dialektu Wu napisani roman Življenjepisi cvetlic na morju (海上花列傳) iz leta 1892 pisatelja Han Bangqing-a (v mandarinščino in angleščino je delo prevedla Eileen Chang).

## Moderna
Moderna kitajska literatura se je začela v 20. stoletju. Obrat k vsakdanjemu jeziku na račun ljudstvu komaj še umljive klasične kitajščine je šel vštric z globokim družbenim rezom, povzročenim s prehodom iz cesarske dinastije v republiko. Mnoge zahodne literarne oblike so bile z velikim uspehom prilagojene in vnešene v kitajsko literaturo. Mejnik sta postavila tako Manifest filozofa, filologa in diplomata Hu Shi-ja (1891 – 1962) iz 1916 kot tudi tako imenovano Gibanje 4. maja iz 1919, ki sta si na prapor zapisala preseženje tradicionalnega konfucianizma in modernizacijo kitajske kulture. Tako so se poskušali boriti tudi proti tako imenovani književnosti „mandarink (vrsta race) in metuljev“, čeprav so tovrstna dela štela med najbolj brano literaturo svojega časa.

### Proza
Za utemeljitelja moderne kitajske proze velja zdravnik Lǔ Xùn (鲁迅; 1881–1936). Po zatonu razpadajoče dinastije Qing se je v svojih pripovedih in esejih zavzel za duhovno reorientacijo kitajskega ljudstva in za preseženje tradicionalnih paternalizmov. Čeprav so ga njegovi spisi v tridesetih letih pogosto privedli v konflikt s komunisti, ga je po njegovi smrti Komunistična partija Kitajske, ki je med tem že prišla na oblast, instrumentalizirala za svoje namene. Njegovo najbolj znano delo je zbirka kratkih zgodb Kriki  (吶喊 - Nàhǎn).
Mandžurijec Lǎo Shě (老舍, 1899–1966) je postal znan pred vsem po romanu Rikša (駱駝祥子 - Luòtuo Xiángzi, dobesedno Kamela Xiangzi) in po drami Čajnica (茶館 - Cháguǎn). Lao She je samo psevdonim, njegovo pravo ime se je glasilo Shū Qìngchūn (舒慶春).
Med politične pisatelje kitajske moderne sodi Máo Dùn (茅盾; 1896–1981), ki je prvotno prišel z novinarskega področja. Ni bil samo udeležen pri ustanovitvi Kitajske komunistične partije leta 1921, pač pa je pozneje deloval tudi kot Maov zasebni tajnik in naposled kot kulturni minister. Njegovi poglavitni deli sta Sviloprejke (春蚕 - Chūnchiji, dobesedno Pomladne sviloprejke) in Mrk (ali Polnoč?) (子夜 - Zǐyè).
Bā Jīn (巴金; 1904–2005) dolguje hvalo za svoj literani pomen obsežnemu romanesknemu opusu, denimo trilogijama Ljubezen ( 爱情 - Aìqíng) iz leta 1936 in Hudournik (激流 - Jīliú) iz leta 1940, vendar tudi svojemu vplivu v vlogi prevajalca tuje literature in v vlogi protagonista gibanja za esperanto.

### Lirika
Kitajska književnost se je tudi na področju lirike otresla tradicionalnih vezi kot posledica Hu Shi-jevega manifesta iz 1916 in tako imenovanega Gibanja 4. maja. Tako moderne kitajske pesmi (新詩 - prosti verz) denimo presegajo stroge formalne predpise pesniške oblike Jintishi in večinoma ne sledijo več nobenemu določenemu vzorcu.
V vsebini je mogoče razbrati močne vplive evropske lirike, za kar so odgovorni zlasti pesniki, ki so se vrnili iz Anglije, Francije in Nemčije. Tako se denimo pesnik Xu Zhimo v svojih romantičnih pesmih navezuje na stvaritve angleških pesnikov Keatsa in Shelleyja.
Znani kitajski pesniki iz obdobja med padcem monarjije in ustanovitvijo Ljudske republike so denimo Hú Shì (胡适/胡適, 1891–1962), Kāng Báiqíng (康白情, 1896–1959) in pesnica Bīng Xīn (冰心, 1900–1999). Veliko je na področju lirike dosegel tudi univerzalno nadarjeni Guō Mòruò (郭沫若, 1892–1978).

## Ljudska republika Kitajska
Po ustanovitvi Ljudske republike Kitajske leta 1949 je bila kitajska literatura trdno v prijemu uradne partijske politike: po Maovih besedah je imela „služiti množicam“ in „zavzemati stališča množice“. V tem oziru so bile merodajne tako imenovane  yan'anške(?) smernice. Politični veter je pihal, posebej med različnimi kampanijami, restriktivno in vmes liberalno. Pomembni pisatelji kot Hú Fēng (胡風, 1902–1985) und Dīng Líng (丁玲, 1904–1986) so bili izpostavljeni silovitim državnim represalijam in kampanijam. Naklonjenost pa so uživali avtorji, ki so se posvetili temam socialistične propagande kot so razredni boj, proces kolektivizacije v kmetijstvu ali napredek industrializacije. Omeniti gre denimo Zhào Shùlǐ-ja (趙樹理, 1906–1970), ki je postal znan po romanu Spremembe na vasi družine Li (Lijia zhuangde banjian) iz leta 1946, Aì Wú-ja (艾芜, 1904–1992), ki je v svojem delu Stokrat ojeklenjeno(?) (Bailian chenggang) iz leta 1958 poveličuje lepoto industrijske proizvodnje, ali pa Du Pengchéng-a (排舫程, 1921–1991), ki slika izzive ob gradnji železniških prog. Poleg tega se je v velikem obsegu podpiralo umetniško drugorazredno ustvarjalnost, denimo neškodljive ljudske zgodbe v epigonsko tradicionalnem slogu ali tudi plesne napeve v slogu opere Yangge. Med tako imenovano kulturno revolucijo (ca. 1966 – 1976) se je pisateljska produkcija v veliki meri zaustavila, dovoljena so bila samo redka vzorčna dela, deloma so pisatelji postali žrtve kampanje. Ko se je Kitajska leta 1979 politično odprla, je to podobno kot na slikarskem področju tudi za literaturo prineslo s seboj določeno liberalizacijo. Tako imenovana literatura brazgotin (伤痕文学 - shānghén wénxué) je denimo tematizirala deloma travmatične izkušnje širokih krogov prebivalstva v času kulturne revolucije. Osrednja dela te smeri so med drugim pripovedi Razredni učitelj (班主任 - Bān zhǔrèn) Liú Xīnwǔ-ja (刘心武, *1942), Brazgotine (Shanghen) Lú Xīnhúa-ja (卢新华, *1954) in Rdeči javor (Feng) Zhèng Yì-ja (郑义, *1947).
Literaturi brazgotin je nato sledila „Literatura nove dobe“, ki je bila močneje usmerjena k problemom vsakdanjega življenja v sedanjosti. Tu se denimo obravnavajo teme kot so birokracija, enakopravnost žensk ali pa potreba po reformi v industriji. Znana predstavnika sta med drugim Jiǎng Zǐlóng (蒋子龍, *1941) in pisateljica Shén Róng (諶容, *1950). Wang Meng je pisatelj, ki je po politični liberalizaciji Ljudske republike Kitajske kot prvi eksperimentiral z novimi oblikami v pripovedni tehniki. V svoji kratki zgodbi Oko noči si je za cilj postavil posnemati zahodnjaški Stream of consciousness, kot izrecno navaja v izjavi o svojem namenu. Posebej pomemben žanr z ozirom na zgodovino in politični diskurz predstavlja reportažna literatura.
Nadalje je nastala obsežna, potrebam širokih množic ustrezajoča domačijska in trivialna literatura.
Huliganska literatura (痞子文学 - pǐzi wénxué) iz 80-ih let je opisovala življenje naokoli postopajočih mladostniških skupin, ki so se iz principa postavljale nad vsa pravila. Zlasti dela Wang Shuo-ja so na Kitajskem izjemno popularna, ne v najmanjši meri zaradi avtorjevega značilnega nonšalantnega sloga.
Razmah je doživela tudi privzdignjena lirika, ki je med maoistično fazo Ljudske republike komajda še obstajala. Posebej naj se omeni tako imenovano „megleno poezijo“ (朦胧诗 - Ménglóng Shī), ki je izrazila znatno nelagodje nad družbenimi razmerami. Najprej je krožila samo v zasebnih natisih in v zakotnih, pollegalni časopisih. Prvo pesem te stilne smeri, ki je pokazala pot, je leta 1979 zložil Běi Dǎo (北岛, *1949) in nosi naslov Odgovor  (回答 – huídá). Nadaljnja znana predstavnika meglene poezije sta denimo še Gù Chéng (顾城, 1956–1993) und Shū Tíng (舒婷, *1952).
Tudi moderna literatura je bila vedno znova v posameznih fazah izpostavljena znatni državni represiji, še posebej denimo med „kampanjo proti duhovnemu onesnaženju“ (清除精神污染运动 - qingchu jingshen wuran yundong) leta 1983 ali pa po zatrtju študentskih protestov na Trgu nebeškega miru leta 1989.
Sedanja kitajska literatura ne obsega samo del pisateljev in pesnikov iz Ljudske republike Kitajske, pač pa tudi dela iz Tajvana ter kitajska dela iz Singapurja, drugih jugovzhodnih azijskih držav ter iz prekomorskih držav. Da sta do sedaj samo dva Kitajca prejela Nobelovo nagrado za literaturo (Gao Xingjian v letu 2000 in Mo Yan v letu 2012), priča o še vedno omejeni kulturni izmenjavi med vzhodom in zahodom.